# Прерад, Зоран
Зоран Прерад (серб. Зоран Прерад / Zoran Prerad; 15 августа 1971, Баня-Лука) — сербско-боснийский тхэквондист средней и тяжёлой весовых категорий, выступал за сборные Югославии, Боснии и Герцеговины на всём протяжении 1990-х и в первой половине 2000-х годов. Участник летних Олимпийских игр в Афинах, бронзовый призёр чемпионата мира, чемпион Европы, победитель и призёр многих турниров национального и международного значения.

## Биография
Зоран Прерад родился 15 августа 1971 года в городе Баня-Лука, Югославия (ныне Республика Сербская, Босния и Герцеговина). Выступал на различных соревнованиях по тхэквондо начиная с 1990 года.
Первого серьёзного успеха на взрослом международном уровне добился в сезоне 1995 года, когда вошёл в основной состав югославской национальной сборной и побывал на чемпионате мира в Маниле, откуда привёз награду бронзового достоинства, выигранную в средней весовой категории. Три года спустя удачно выступил на чемпионате Европы в Эйндховене, в среднем весе победил всех своих соперников по турнирной сетке, в том числе турка Ясина Ягыза в финале, и завоевал тем самым золотую медаль.
Благодаря череде удачных выступлений Прерад удостоился права защищать честь страны на летних Олимпийских играх 2004 года в Афинах, стал единственным тхэквондистом от Боснии и Герцеговины на этой Олимпиаде, причём на тот момент ему шёл уже 31 год. Тем не менее, его выступление здесь длилось не долго, уже в стартовом поединке тяжёлой весовой категории на предварительном этапе он со счётом 2:13 потерпел поражение от испанца Хона Гарсии и лишился всяких шансов на попадание в число призёров. Вскоре по окончании этих соревнований Зоран Прерад принял решение завершить карьеру профессионального спортсмена, уступив место в сборной молодым боснийским тхэквондистам.